# 夏國琦
夏國琦（？—？），字治光，號文齋，贵州遵義人，清朝政治人物，進士出身。

## 生平
道光二年（1822年）登壬午恩科第二甲六十五名進士。初署山東蘭山縣知縣，旋補湖南攸縣知縣。